# 葉新田
葉新田（1939年—）。馬來西亞著名華裔商人，同時也是馬來西亞華教運動領導組織董總第25、26屆主席，從2005年任職至2015年6月。

## 生平
葉新田1939年出生于吉隆坡。1965年至1967年在吉隆坡中華獨中任教，1968年至1970年在循人中學擔任馬來文教師。1966年至1970年曾參加甲洞木屋反迫鬥爭。後被扣留至1975年才釋放。1976年擔任華文報記者。八十年代開始在吉蘭丹及丁加奴一帶從事木業及囉哩運輸業。現仍從事木材貿易及囉哩運輸業。並擔任葉氏啟管諮詢公司董事主席。八十年代開始參與華教工作，2005年擔任馬來西亞華校董事聯合總會主席至2015年6月。

## 華教運動經歷
葉新田在1991年開始至1999年擔任董總第18屆至21屆的常務委員總務一職，從1999年第21屆開始擔任董總署理主席至2005年第24屆，在前任董總主席郭全強御任後，繼任為第25屆董總主席至2015年。

## 學術經歷
葉新田1959年尊孔中學高中畢業後曾攻讀英國倫敦大學外文學士學位，1989年獲澳門東亞大學（1991年改名澳門大學）企業管理碩士學位。1991年又獲美國大學Kensington University哲學博士學位，論文是：《The Road Transport Service Industry of Malaysia and its Future Development》。1993年又以論文：《The Chinese Schools of Malaysia Towards the Year 2000》獲得該大學教育博士學位。1998在獲澳洲Southern Cross University企管博士學位，論文是：《The Business System Corporations in Malaysia & its Future Development》。

葉新田從七十年代開始以中文、馬來文及英文從事寫作與翻譯，常用筆名有冷笛、枝椏梢、葉健、Yassin Tani等。七十年代從事將馬來文學譯成華文，八十年代又將馬華文學和中國哲學名著譯成馬來文。已出版的譯著有十多種。其長期關注馬來西亞華文教育的發展，爭取馬來西亞華人權益不留餘力，學術著作多以華教為主題，近期有關華文教育著作有《天行健,華教以自強不息》、《大馬華文教育邁向二千年》與《承先啟後 再攀高峰/董總主席葉新田博士華教言論集》等。其對其他領域如文學、企業管理也廣為涉獵，曾出版著作有《風雨如晦壯征程/葉新田詩文片片集 》以及《亞洲企業管理的金科玉律/華人企業經營管理的12項成功密訣》等。

## 相關連結
- 国民型华文中学
- 獨立中學
- 林連玉
- 董教總
- 汪永年

## 外部連結
- （页面存档备份，存于） - 馬來西亞華文教育